# Ján Bukovský
Ján Bukovský, SVD (rodné jméno Ján Fukna, v USA přijal jméno John Bukovsky; 18. ledna 1924, Cerová – 18. prosince 2010, Techny, Illinois, USA) byl římskokatolický řeholník, arcibiskup a vatikánský diplomat.

## Životopis
Ján Bukovský se narodil 18. ledna 1924 v Cerové. Po ukončení základní školy v rodišti v roce 1939 pokračoval ve studiu na gymnáziu verbistů v Nitře. V roce 1944 požádal o vstup do kongregace verbistů. Po ukončení studia filozofie v roce 1947 pokračoval ve studiích teologie v USA. Kněžské svěcení přijal v Techny, centru amerických verbistů nedaleko Chicaga, 3. prosince 1950. V roce 1952 získal licenciát teologie na Americké katolické univerzitě ve Washingtonu. V letech 1952 až 1954 byl profesorem biblistiky v řeholním semináři v Techny. Jeho specializací byly řecké a latinské překlady. V letech 1954–1956 studoval exegezi na Pontificio Istituto Biblical v Římě. V roce 1967 byl povolán do Říma do generální kapituly řehole verbistů. Od roku 1968 byl poradcem Svatého stolce ve vztazích s ČSSR a od roku 1973 byl pracovníkem Státního sekretariátu v oddělení pro vztahy s ČSSR, Maďarskem, Rumunskem, Bulharskem a Albánií. Byl blízkým spolupracovníkem pozdějších kardinálů Agostina Casaroliho a Luigi Poggiho a často je doprovázel na jejich cestách do tehdejších komunistických zemí střední a východní Evropy. V letech 1987–1989 se po boku Francesca Colasuona účastnil vyjednávání s vládou ČSSR o jmenování nových biskupů. Na základě těchto jednání byli na Slovensku jmenováni a vysvěceni Ján Sokol a František Tondra.
Dne 18. srpna 1990 ho papež Jan Pavel II. jmenoval titulárním arcibiskupem tabaltským a apoštolským nunciem v Rumunsku. 13. října 1990 přijal biskupské svěcení v bazilice sv. Petra v Římě z rukou kardinála státního sekretáře Agostina Casaroliho. Spolusvětiteli byli pozdější Casaroliho nástupce Angelo Sodano a apoštolský delegát v Rusku, Francesco Colasuono. V Rumunsku k jeho hlavním úkolům patřilo obnovení diplomatických vztahů po pádu komunismu i řešení postavení a majetku řeckokatolické církve v Rumunsku.
20. prosince 1994 byl jmenován prvním apoštolským nunciem v Rusku. Tady pokračoval v krocích svého předchůdce, apoštolského delegáta Colasuona na formování katolické církevní hierarchie v Rusku. Měl velký podíl na znovuotevření kněžského semináře v Petrohradě.
Papež přijal jeho rezignaci z důvodu věku 29. ledna 2000. Do roku 2006, kdy se přestěhoval do Techny v USA, žil v St. Gabrieli u Vídně. Zemřel 18. prosince 2010 v Techny, Illinois, USA. Pohřben byl 3. ledna 2011 v Nitře na Kalvárii.

## Uděleno biskupské svěcení

### Hlavní světitel
- Jerzy Mazur, SVD – 31. května 1998, apoštolský administrátor Sibiře, od 9. června 2003 diecézní biskup v Ełku v Polsku[5]
- Clemens Pickel – 7. června 1998, pomocný biskup diecéze Evropské Rusko, od 11. února 2002 Biskup diecéze sv. Klementa v Saratově, Rusku[6]

## Dílo
- Spomienky spoločníka. [s.l.]: [s.n.], 2006. ISBN 8085223767. S. 146.
- Chiesa del martirio, chiesa della diplomazia. : Memorie tra Cecoslovacchia e Vaticano. [s.l.]: [s.n.], 2009. ISBN 978-8810140499. S. 104.